# Neuromancer (videojuego)
Neuromancer es un juego de aventura para el ordenador creado por Interplay Entertainment en 1988 y distribuido por Mediagenic (nombre por el que también Activision era conocido). Está basado vagamente en la novela de William Gibson de 1984 del mismo nombre y toma lugar en "mundo real" y el mundo extensamente detallado de ciberespacio. Es también reconocido por haber tenido una banda sonora basada en la canción "Some Things Never Change" por Devo. Los derechos del juego pertenecían a Timothy Leary, quién trajo el proyecto a Interplay para ser desarrollado.

## Modo de juego
El modo de juego estaba dividido entre un escenario de aventura tradicional, donde el jugador podía interactuar con habitantes del' 'mundo real'  dentro de la ciudad de Chiba, y una representación en 3D del ciberespacio una vez que haya conseguido obtener el acceso. Diferentes ubicaciones del 'mundo real' dirigen a diferentes sectores en la red, desarrollando la trama y enriqueciendo la inmersión.
Combate en el ciberespacio es también simulado en el juego cuando el jugador intenta romper el ICE (Intrusion Countermeasure Electronics) para obtener entrada a los nodos de la base de datos y potencialmente afrontar las formidables AIs (inteligencias artificiales) que se esconden detrás de ellos. El combate con el ICE consiste en el ICE y el jugador haciéndose daño el uno al otro (ICE a través de una forma de ataque, y el del jugador basado en qué programas corrió; algunos programas hacen daño de una vez, otros averían con el tiempo, y otros tienen otros efectos como hacer que ICE vaya más lento) hasta que el ICE se 'agriete' o el jugador sea lanzado fuera de ciberespacio. El combate contra las AIs es similar, excepto que las AIs sufren daño principalmente de las habilidades más que de los programas; son invulnerables hasta que sean dañadas al menos una vez con una habilidad o programa específico; y el resultado al 'perder' es la muerte de personaje. Neuromancer perdonaba incluso la 'muerte', como cuando un personaje al morir es reanimado por el precio que estaba en su chip de crédito al tiempo de la muerte - aun así siguiendo adentro del ciberespacio en algunas partes requiere crédito.
Las habilidades pueden ser adquiridas como "chips de habilidad" las cuales pueden ser utilizadas en un implante en cerebro del protagonista, dándole una ventaja en una variedad de situaciones. Las habilidades poden también aumentar con la conclusión exitosa de una tarea difícil.
El juego también utiliza una rueda de código como una forma de protección de copia. La rueda es necesaria para acceder a las terminales PAX en ciertas partes del juego y sin ella, el jugador no puede avanzar al final de la historia.

## Argumento
El juego esta vagamente basado en los acontecimientos de las novelas Neuromancer por William Gibson. Ubicaciones, personajes, elementos y pequeñeces del ciberespacio de la novela aparecen en el juego.
Tomando lugar en el año 2058 en la ciudad de Chiba, Japón, el argumento se centra alrededor del protagonista que intenta descubrir la verdad detrás de las desapariciones misteriosas de sus amigos así como otros cowboys del ciberespacio. Desafortunadamente, el personaje del jugador ha tenido dificultades y tiene tenido que empeñar sus pertenencias del ciberespacio. El despierta en un plato del famoso espagueti de Ratz, y su primera orden es recuperar sus pertenencias de la tienda de empeño cercana.
Después de obtener y actualizar el software para habilitar acceso al ciberespacio, el personaje encuentra que los usuarios de la Matrix están siendo asesinados por un grupo de AIs dirigido por Greystoke.  Después de destruir Greystoke, el jugador se encuentra con el Neuromancer quién le explica que ha manipulado al jugador para que mate las otras AIs, y lo atrapa en una isla virtual (como al final del libro). Sin embargo, el jugador puede utilizar sus habilidades para huir y destruir al Neuromancer, volviendo la Matrix un lugar seguro otra vez.
Otros aspectos del libro están incluidos en el juego como distracciones. Por ejemplo, el personaje Armitage puede contactar al jugador en una parte del juego, si el jugador acepta su misión, él y Armitage son inmediatamente arrestados.

## Recepción

### Respuesta crítica
Computer Gaming World le dio a Neuromancer una puntuación muy favorable, hablando del ritmo del juego y su ingenio, así como del uso de la historia de Gibson. El combate fue también elogiado, así como la recompensa de información al ganar el combate. Las únicas quejas sobre el juego fueron las respuestas predeterminadas en conversaciones, y el uso excesivo del intercambiar el disco. La revista le otorgó el título de "El Juego de Aventura del Año" y en 1996 lo incluyó en una lista de los "150 Mejores Juegos de todos los tiempos".}} Compute! También revisó el juego favorablemente, citando los gráficos, la interfaz de usuario, y la banda sonora de Devo, y sólo criticó los "chistes adolescentes". La revista nombró el juego en su lista de "nueve grandes juegos de 1989".